# Les Cousins Dalton
Pour les articles homonymes, voir Cousins (homonymie).
Les Cousins Dalton est la vingt-cinquième histoire de la série Lucky Luke par Morris (dessin) et René Goscinny (scénario). Elle est publiée pour la première fois du no 992 au no 1013 du journal Spirou, puis est publiée en album en 1958. L'histoire raconte les débuts criminels des frères Dalton, cousins de feu les vrais Dalton, et leur première capture par Lucky Luke.

## Résumé
Alors que les authentiques frères Dalton sont morts à la fin de l'album Hors-la-loi, leurs cousins Joe, Jack, William et Averell Dalton — piètres bandits ne rêvant que de venger leurs célèbres parents en tuant Lucky Luke — suivent un entraînement intensif afin de se transformer en desperados renommés.
Devenus de redoutables hors-la-loi, ils décident alors de déclencher leur vendetta contre Lucky Luke. Après avoir retrouvé ce dernier à Killer Gulch, les Dalton jouent aux cartes afin de désigner celui qui aura le plaisir d'exécuter le cow-boy. Mais Lucky Luke les dupe en leur fournissant un jeu de cartes truqué qui ne contient que des as. Les quatre frères en reçoivent donc quatre chacun, et se battent entre eux, persuadés que les trois autres ont triché.
Ils partent ensuite à la poursuite de Luke, avant de comprendre que ce dernier est resté dans la ville. Pour l'en faire sortir, ils organisent un blocus autour de Killer Gulch, empêchant quiconque d'y entrer ou d'en sortir, de telle sorte que Luke finit par accepter de se livrer.
Afin de régler cette affaire une bonne fois pour toutes, Lucky Luke lutte à mains nues contre chaque Dalton et les bat l'un après l'autre. Impressionnés, les quatre frères proposent au cow-boy de devenir leur complice. Luke fait semblant d'accepter et s'arrange pour les empêcher de commettre des forfaits.
Lorsque les Dalton comprennent qu'une nouvelle fois, ils ont été trompés, ils se séparent et partent chacun de leur côté pour retrouver Lucky Luke. C'est ainsi que ce dernier est en mesure d'affronter et de capturer un par un les quatre frères (en commençant par Averell et en terminant par Joe), puis de les conduire en prison.

## Personnages
- Les Dalton (les frères) :
  - Bob, Grat, Bill, Emmett : leur nom figure sur une affiche ; il s'agit des quatre frères morts à la fin de l'album Hors la loi.
- Les Dalton (les cousins) ; ils « constituent le chœur grec »[1] :
  - Joe : le plus petit, le plus teigneux, « égoïste, vaniteux, cruel et avide »[1], il voue une haine inextinguible à Lucky Luke ; il est recherché contre 5 $ (« wanted $ 5 ») ;
  - Jack : plus petit que William et Averell, mais plus grand que Joe ; il est recherché contre 2,50 $ (« wanted $ 2,50 ») ;
  - William : plus petit qu'Averell, mais plus grand que Joe et Jack ; il est recherché contre « un objet d'art en plâtre véritable » ;
  - Averell : le plus grand et le plus bête, toujours affamé, « gaffeur-né »[1] ; il n'est pas recherché (« not wanted »).

- Abestos C. Cavenaugh : directeur de la banque de Dead Man Gulch, il se prête aux attaques truquées imaginées par Lucky Luke car il voulait être acteur.
- Jones : patron de l'hôtel de Frightful Gulch.
- Yvan Red Beard : son portrait apparaît sur une des affiches du bureau du shérif ; il s'agit d'une caricature d'Yvan Delporte (à la barbe rousse fournie), rédacteur en chef de Spirou à l'époque de la publication dans le périodique.

## Publication

### Revues
L'histoire est parue dans le journal Spirou, du no 992 (18 avril 1957) au no 1013 (12 septembre 1957).

### Album
Éditions Dupuis, no 12, 1958. Dans cette édition il est indiqué : « Textes et illustration de Morris », le nom de Goscinny n'apparaissant pas.

## Adaptation
Cet album a été adapté dans la série animée Lucky Luke, diffusée pour la première fois en 1991.
Deux références aux Dalton apparaissent dans le film Lucky Luke (2009) de James Huth. Lucky Luke parlant de ses aventures cite « Lucky Luke contre les Dalton » et Billy the Kid cite les Dalton dans une de ses conversations avec Jesse James.
Les Dalton apparaissent dans le film Les Dalton (2004) de Philippe Haïm.

## Sources bibliographiques
- Dictionnaire Goscinny, sous la direction d'Aymar du Chatenet, Éd. JC Lattès, 2003,  (ISBN 2-7096-2313-7)